# 저우웨이퉁
저우웨이퉁(중국어 간체자: 周韦彤, 정체자: 周韋彤, 병음: Zhōu Wěitóng, 한자음: 주위동, 본명: 저우나(周娜), 1982년 8월 26일 ~ )은 중국의 수이족 출신 배우 겸 모델이다.

## 출연작

### 드라마
- 2013년 동방 위성 텔레비전 동방극장 《전민공주》 - 하민 역
- 2013년 소후 TV 웹드라마 《전다다연애기》 - 위춘화 역
- 2015년 중국중앙텔레비전 황금강당극장 《향착행복전진》 - 엔젤 역